# Легенда Багера Ванса
«Легенда Багера Ванса» (англ. The Legend of Bagger Vance) — художественный фильм режиссёра Роберта Редфорда по мотивам романа Стивена Прессфилда «Легенда Багера Ванса: Повесть о гольфе и игре жизни», вышедший на экраны в 2000 году.

## Сюжет
Действие происходит в городке Саванна (штат Джорджия) в конце 1920-х годов, во время Великой депрессии. Рассказ ведется от лица Харди Гривза, бывшего тогда 10-летним мальчиком (Майкл Монкриф). Чтобы хоть как-то уладить финансовые дела, Адель Инвергордон (Шарлиз Терон), унаследовавшая большие долги и одно из лучших полей для гольфа, решает провести поединок между двумя прославленными гольфистами-чемпионами Уолтером Хагеном (Брюс Макгилл) и Бобби Джонсом (Джоэль Гретч). Для подогрева интереса местной публики к ним должен присоединиться доморощенный игрок, и выбор падает на некогда подававшего надежды Раннульфа Джуну (Мэтт Деймон). Сейчас он всего лишь разочарованный в жизни пьяница, жизнь которого пошла под откос после пережитой трагедии во время мировой войны. Он всё ещё раздумывает над предложением, когда в его жизни появляется таинственный Багер Ванс (Уилл Смит), предлагающий ему услуги кедди. Как оказалось, с его помощью Раннульф способен вернуть чувство игры и проявить своё истинное мастерство.

## Фабула
Как и роман Стивена Прессфилда «Легенда Багера Ванса: Повесть о гольфе и игре жизни», фильм основывается на индуистском священном писании «Бхагавадгита». Имена героев, по признанию самого автора книги, являются отсылкой к персонажам индуистского трактата: Багер Ванс — Бхагаван (с санскрита — «Господь»), Раннальф Джуну — Арджуна. «Бхагавадгита» — это беседа между Арджуной и Кришной, Всевышним (Бхагаван). Сюжет также перекликается с древней эпической поэмой: после того, как главный герой впадает в депрессию, начинается философский диалог о долге, смысле жизни и самореализации.

## В ролях
| Актёр            | Роль                                                     |
| ---------------- | -------------------------------------------------------- |
| Уилл Смит        | Багер Ванс                                               |
| Мэтт Деймон      | Раннульф Джуну                                           |
| Шарлиз Терон     | Адель Инвергордон                                        |
| Брюс Макгилл     | Уолтер Хаген                                             |
| Джоэль Гретч     | Бобби Джонс                                              |
| Майкл Монкриф    | Харди Гривз                                              |
| Питер Джерети    | Нускалуза                                                |
| Лэйн Смит        | Грэнтлэнд Райс                                           |
| Майкл О’Нил      | О.Б. Килер                                               |
| Томас Джей Райан | Спек Хэммонд                                             |
| Трип Хэмилтон    | Фрэнк Гривз                                              |
| Джек Леммон      | рассказчик / Харди Гривз в старости (в титрах не указан) |

Эпизодическое появление в образе пожилого Харди Гривза, играющего в гольф, стало заключительной ролью в карьере Джека Леммона.

## Награды и номинации
- 2001 — приз «Золотой кубок за лучшую технологию» на Шанхайском кинофестивале (Майкл Боллхаус)
- 2001 — номинация на премию «Сатурн» за лучшую мужскую роль второго плана (Уилл Смит)
- 2001 — номинация на премию «Молодой актёр» лучшему молодому актеру второго плана (Майкл Монкриф)